# شیبه (قرقیزستان)
شیبه (به لاتین: Shibe) یک منطقهٔ مسکونی در قرقیزستان است که در شهرستان چنگ‌آلای واقع شده‌است. شیبه ۲٬۸۲۶ متر بالاتر از سطح دریا واقع شده‌است.